# Starck AS-07
Le Starck AS-07 « Stabiplan » est un planeur conçu en France en 1974 par l'ingénieur aéronautique français André Starck.

## Survivants
Le Musée régional de l'Air d'Angers expose un AS-07.